# Роберт Гайберт
Роберт Гайберт (нім. Robert Heibert; 8 січня 1886, Оберфель — 10 травня 1933) — німецький льотчик-ас, заступник офіцера Прусської армії (липень 1918). Кавалер золотого хреста «За військові заслуги».

## Біографія
Записався в армію в серпні 1914 року і протягом наступних чотирьох років був чотири рази поранений. У травні 1915 року вступив в авіацію. З жовтня 1915 року літав у 207-му льотному дивізіоні, провоювавши у його складі весь 1916 рік (переважно на Верденській ділянці фронту). Потім Гайберт служив у 227-му льотному дивізіоні, поки 17 серпня 1917 року не отримав переведення в 33-тю винищувальну ескадрилью. Після однієї перемоги 17 грудня 1917 року льотчика знову перевели — цього разу в щойно сформовану 46-ту винищувальну ескадрилью. Гайберт закінчив війну з 13-ма офіційними і сімома непідтвердженими перемогами. Наклав на себе руки.

## Нагороди
- Залізний хрест 2-го і 1-го класу
- Нагрудний знак військового пілота (Пруссія)
- Золотий хрест «За військові заслуги» (5 липня 1918) — за 9 перемог.